# Marquesado de la Vera
El marquesado de la Vera es un título nobiliario español creado el 25 de noviembre de 1724 por el rey Felipe V a favor de Pedro Regalado de Horcasitas y Salazar, caballero de la Orden de Santiago.

## Marqueses de la Vera
|                                 | Titular                                                | Periodo               |
| Creación por Felipe V           | Creación por Felipe V                                  | Creación por Felipe V |
| ------------------------------- | ------------------------------------------------------ | --------------------- |
| I                               | Pedro Regalado de Horcasitas y Salazar                 | 1724-¿?               |
| II                              | Manuel Antonio de Horcasitas y Horcasitas              | ¿?-¿?                 |
| III                             | María Josefa de Horcasitas y Melo de Portugal          | ¿?-1822               |
| IV                              | María de los Dolores de Santisteban y Horcasitas       | 1822-1862             |
| V                               | Francisco Javier Fernández de Henestrosa y Santisteban | 1862-1887             |
| VI                              | Carlos Alfonso Fernández de Henestrosa y Tacón         | 1887-1915             |
| Rehabilitación por Alfonso XIII |                                                        |                       |
| VII                             | Francisco Javier Fernández de Henestrosa y Tacón       | 1921-1949             |
| VIII                            | Carlos Fernández de Henestrosa y Le Motheux            | 1949-1987             |
| IX                              | Carlos Fernández de Henestrosa y Argüelles             | 1987-actual titular   |

## Historia de los marqueses de la Vera
- Pedro Regalado de Horcasitas y Salazar, I marqués de la Vera,[2] hijo de Simón de Horcasitas y Avellaneda y de Luisa de Salazar y Otañes

Casó con María Gertrudis de Horcasitas y Oleaga, hija de Juan de Horcasitas y Avellaneda, I conde de Moriana del Río, y de su esposa María Josefa Oleaga y Núñez del Valle. Le sucedió su hijo:
- Manuel Antonio de Horcasitas y Horcasitas, II marqués de la Vera.

Casó con Josefa Melo de Portugal y de la Rocha Calderón. Le sucedió su hija:
- María Josefa de Horcasitas y Melo de Portugal (m. 15 de octubre de 1822), III marquesa de la Vera.[3]

Casó el 15 de septiembre de 1782, en Alcalá de Henares, con Francisco Javier de Santisteban y Horcasitas (Granada, 20 de enero de 1765-Cádiz, 19 de mayo de 1826), VII conde de Moriana del Río, VI marqués de Villadarias, VIII príncipe de Santo Mauro de Nápoles y caballero de la Orden de Calatrava. Le sucedió su hija:
- María de los Dolores de Santisteban y Horcasitas (1795-4 de marzo de 1862), IV marquesa de la Vera, VII marquesa de Villadarias,[4] VIII princesa de Santo Mauro de Nápoles (este Título se suprimió a su muerte, por lo que fue la última princesa de Santo Mauro de Nápoles) y VIII condesa de Moriana del Río.

Casó el 25 de febrero de 1816 con Diego Fernández de Henestrosa y Montenegro. Le sucedió su hijo:
- Francisco Javier Fernández de Henestrosa y Santisteban (1818-20 de diciembre de 1887), V marqués de la Vera y VIII marqués de Villadarias.[4]

Casó en primeras nupcias el 19 de agosto de 1842 con María de la Natividad Fernández de Córdoba y Ponce de León. Contrajo un segundo matrimonio el 4 de julio de 1868 con Carolina Juana Tacón y Hewes. Le sucedió, en 1889, de su segundo matrimonio, su hijo:
- Carlos Alfonso Fernández de Henestrosa y Tacón (m. diciembre de 1915), VI marqués de la Vera, IX marqués de Villadarias.[4] Soltero. Sin descendientes. Le sucedió, por rehabilitación, su hermano:

Rehabilitado en 1921 por:
- Francisco de Sales Fernández de Henestrosa y Tacón (1874-18 de febrero de 1962), VII marqués de la Vera y X marqués de Villadarias.[4]

Casó  el 14 de junio de 1903 con Luisa Fanny Le Motheux de Bourbacky. Le sucedió, en 1949, su hijo:
- Carlos Fernández de Henestrosa y Le Motheux (m. noviembre de 1985), VIII marqués de la Vera y XI marqués de Villadarias.[4]

Casó el 9 de abril de 1947 con Teresa de Argüelles y Armada. Le sucedió, en 1987, su hijo:
- Carlos Fernández de Henestrosa y Argüelles, IX marqués de la Vera[5] y XII marqués de Villadarias.[4]

Casó en marzo de 1986 con Carmen Serra Rexach.